# Pohorovice
Pohorovice falu és önkormányzat (obec) Csehország Dél-csehországi kerületének Strakonicei járásában. Területe 5,19 km², lakosainak száma 83 (2008. 12. 31). A falu Strakonicétől mintegy 19 km-re délkeletre, České Budějovicétől 35 km-re északnyugatra, és Prágától 102 km-re délre fekszik.
A település első írásos említése 1227-ből származik.

## Népesség
A település népessége az elmúlt években az alábbi módon változott:
| Lakosok száma | 371  | 370  | 350  | 192  | 87   | 79   | 71   | 76   | 73   | 85   |
|               | 1869 | 1890 | 1921 | 1950 | 1980 | 2001 | 2017 | 2019 | 2022 | 2024 |